# 시코쿠 대학
시코쿠대학(일본어: 四国大学, Shikoku University)은 일본의 사립 대학이다. 대학 본부는 도쿠시마현 도쿠시마시에 있다.